# Љиљана Благојевић (лекар)
Љиљана М. Благојевић (1952.) је доктор у области медицине рада и токсикологије. Рођена је у селу Зоруновац, општина Књажевац (Србија), 17. јануара 1952. године од оца Милутина, трговца, и мајке Ковиљке, домаћице. 
Љиљана М. Благојевић је цео свој радни век посветила медицини рада и токсикологији дајући значајан допринос успешном лечењу пацијената из њене области медицине и научном истраживању и објављивању научних, запажених радова. Основно њено ангажовање било је на пословима извођења, претходних контролно- периодичних и циљних прегледа радника у циљу оцене њихове здравствене способности за рад и оцене степена ризика у оквиру радних места и образовним пословима на оспособљавању нових стручних лекара из њене области, Као научни радник веома је захтевна, дисциплинована и одговорна за свој рад. Веома је уважавана у научним круговима као темељни радник.

## Биографија
Основну школу и гимназију завршила је у Књажевцу са одличним оценама. Гимназију у Књажевцу завршила је школске 1970/71. године. По завршетку гимназије уписала је медицину на Медицинском факултету у Нишу 1971/72. године, коју је завршила 1978. године са високом оценом и добила звање доктор медицине. Лекарску праксу обавила је на Нишком медицинском институту, после чега се запослила у Институту за социологију и психологију рада “Егрономија” у Нишу. У Институту је радила на пословима израде документације за утврђивање радних места са посебним условима рада. 
Након неколико година рада као лекар опште праксе уписала је специјалистичке студије на Медицинском факултету у Нишу из болести медицине рада, које је завршила 6. октобра 1987. године и стекла звање Специјалиста медицине рада. На Институту је радила до 6. октобра 1988. године, а онда је засновала радни однос у међуопштинском СИЗ-у здравстене заштите у Нишу. 
У то време је уписала постдипломске студије на Медицинском факултету у Нишу из облсти превентивне медицине, које је завршила 5.јула 1989. Наставила је да ради у ондашњем СИЗ-у здравствене заштите од 31. марта 1990. године као члан лекарске комисије за оцену привремене неспособности. 
Од 1990. године лекарске комисије се прелоцирају у Институт за медицину рада - Ниш. У овом заводу радила је од 9.5.1990. године и даље ради. Убрзо је уписала још једну специјализацију - субспецијалистичке студије на Медицинском факултету у Београду. После свих облика специјализације, а посебно као специјалиста медицине рада и успешних обављања своје професије, стекла је звање "примаријус" у својој струци 2005. године. 
Након свих видова стручности у својој струци пријавила је докторску тезу коју је урадила и одбранила 28.децембра 1995. године и стекла звање доктор медицинских наука. Љиљана је стицањем великог знања и звања у области гране медицине којом се бавила и бави њено основно ангажовање у Заводу где ради на пословима извођења претходних, контролно периодичних и циљних прегледа радника у циљу оцене њихових здравствених способности за рад и њихове оцене ризика на радном месту. 
Посебно се бавила и бави развојем нових и унапређењем постојећих методологија обављања ових прегледа. Од 1992. године до данашњег дана стално је ангажована као члан комисије Завода за експертизну оцену радне способности радника и утврђивање радних способности радника и утврђивање професионалних обољења, како за потребе редовних упута, тако и за потребе судских органа и Републичке инвалидске комисије. У току  свог рада наставила је са својим обучавањем у оквиру Програма континуираног медицинског усавршавања на тему Дијагностика глутенске ентеронатије и сензибилизације на бета-лактамске антибиотике у организацији Медицинског факултета у Нишу и Удржења алерголога и клиничких имунолога СЦГ 2004. године. 
Љиљана је учествовала и учествује у образовном процесу на Медицинском факултету у Нишу за образовање редовних студената на програму Медицине рада и вођењу младих лекара на лекарском стажу. Од 12. децембра 1995. године одређена је од стране Наставно-научног већа Медицинског факултету у Нишу за ментора дела специјалистичког стажа из Медицине рада, а од 2006. године одређена је од истог већа за постдипломску наставу Медицинског факултета Универзитета у Београду за ментора дела специјалистичких студија на Медицини рада на том факултету. 
Љиљана Благојевић је као признати стручњак у области медицине рада и токсикологије изабрана 24.јуна 2008. године у звање доцента на Факултету заштите на раду у Нишу, за ужу научну област Заштита здравља у радној и животној средини. Својим стручним и научним радом, као и објављивањем научних радова из области којом се бавила и бави изабрана је за ванредног професора на истом факултету на истом предмету извођења наставе 2013. године, где остаје до пензије 2014. године. Љиљана је и после пензионисања ангажована на рад под уговором на истом факултету. Љиљана живи и ради у Нишу.

### Научни рад
Љиљана је још у Гимназији у Књажевцу показивала интерес као одличан ученик за све предмете, али више за природне науке, посебно за биологију, хемију и математику. По свом раду и интелигенцији обећавала је успешан рад у свом даљем школовању. 
Уписала је медицину на Медицинском факултету у Нишу и завршила га 1978. године са високом оценом. Већ у току студија показивала је интерес за шира знања и праћења неке гране медицине са намером да се тој грани посвети више и шире. По завршетку студија и након завршетка студија и након завршетка лекарске праксе, уписала је и завршила специјслистичке студије из области медицине рада на Медицинском факултету у Нишу 1987. године и стекла звање доктора специјалисте медицине рада. 
Специјалистичке студије уже специјалности - субспецијализацију- уписала је на Медицинском факултету у Београду. Ту је одбранила рад уже специјализације на тему Могући неуротоксични ефекти органских растварача у лакирера “Електронске индустрије Ниш” и стекла стручни назив доктора специјалисте професионалног токсиколога  1992. године. После специјалистичких студија уписала је постдипломске студије на Медицинском факултету у Нишу из области превентивне медицине, где је одбраном рада на тему Медицински аспекти бенефицираног стажа и стекла звање магистар медицинских наука. Њен магистарски рад је објављен 1989. године на Медицинском факултету у Београду 1995. године на тему Ефекти органских растварача на периферни нервни систем и стекла звање доктора медицинских наука. Љиљана је после стицања звања доктора медицинских наука наставила своје стручно образовање. У оквиру програма континуираног медицинског образовања завршила је образовање на тему Судско-медицинско вештачење неимовинске штету у медицини рада, у организацији Медицинског факултета у Београду 2003. године, а 2004. године завршила је своје усавршавање на тему Дијагностика глутенске ентеронатије и сензибилизације на бета-лактамсе антибиотике, у организацији Медицинског факултета у Нишу и Удружења алерголога и клиничких имунолога СЦГ. Љиљана је пре и после стицања звања доктора медицинских наука писала и објављивала научне и стручне радове у стручним часописима. До овог момента објавила је преко 60 запажених и уважених научних и стручних радова у научним круговима које се баве овим у сличним темама. Објавила је свој магистарски рад и докторску дисертацију. Њени радови су углавном из области медицине рада. Љиљана је до сада учествовала на многим научним скуповима у земљи и иностранств. Неки од њих су Ниш, Београд, Подгорица, Скопље и др. Љиљана говори енглески и француски језик, а служи се и италијанским језиком.

### Друштвено-политички рад
Као научни радник Љиљана Благојевић је увек била друштвено ангажована у области своје струке, свог научног интересовања. Члан је СЛД, секције за медицину рада и ургентне токсикологије. Члан је Председништва Републичке секције за медицину рада и Председништва Удружења токсиколога у бившој Југославији, затим Србије и Србије и Црне Горе, а сада Србије. Од 2003. године члан је СЛД подружнице у Нишу. Члан је комисије за доделу награда и признања. Од 2004. године члан је International Commission on Occupational Health - ICOH. Посебно се ангажовала на организацији састанака секције за медицину рада и бројних семинара и симпозијума из своје области рада. Она је на свим тим скуповима активно учествовала својим саопштењима и расправама. Политиком се активно није бавила, али као високи интелектуалац који је живео и живи у свом времену, увек је прилици да буде довољно информисана о политичким приликама које су се дешавале и које се и данас дешавају.